# The Whispered World
The Whispered World is een point-and-click avonturenspel uit 2009. Het spel werd ontworpen door Marco Hüllen, ontwikkeld door Daedalic Entertainment en verdeeld door Deep Silver in Europa en door Viva Media in de Verenigde Staten. Het spel bestaat uit vier hoofdstukken die zich in een fantasiewereld afspelen. Het hoofdpersonage is een 12-jarige clown.

## Verhaal

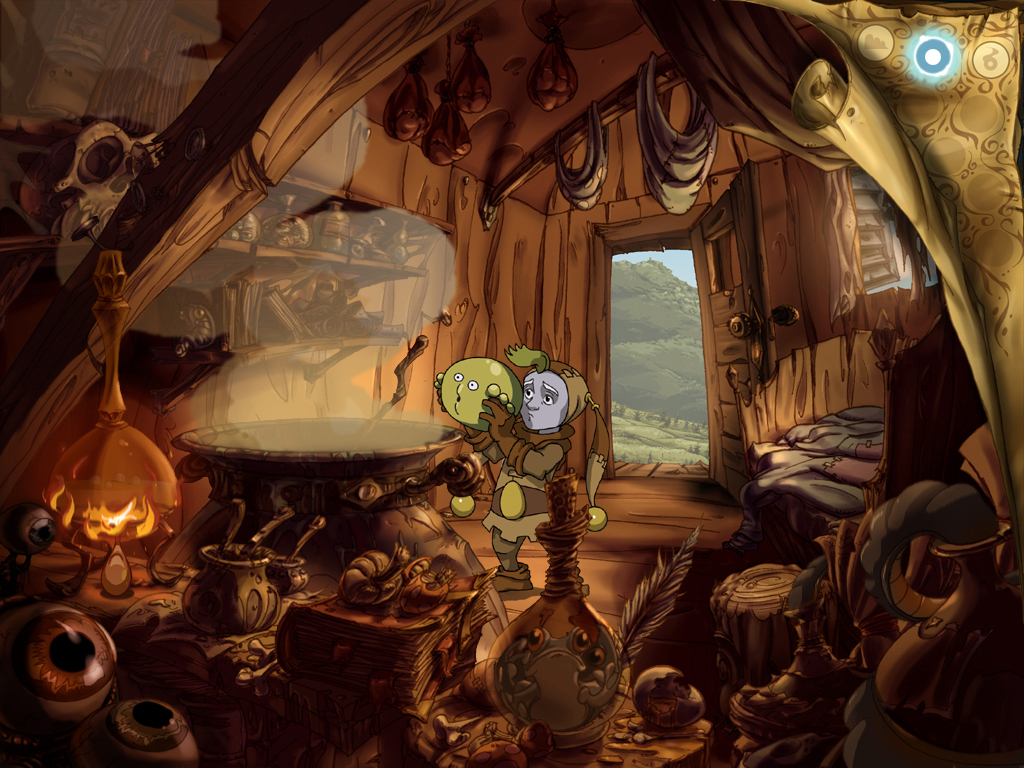
Screenshot

Het spel start in "Silentia" waar de 12-jarige clown Sadwick van mening is dat de wereld weldra vergaat. Sadwick ontwaakt in de woonwagen van zijn rondreizend circus en had zonet een wederkerende nachtmerrie.
Sadwick maakt een wandeling in het bos en ontmoet Bobby, een Chasqui. Hij is boodschapper van de koning en op weg naar "het vliegende kasteel" dat zich boven de stad Corona bevindt. Bobby heeft vernomen dat de wereld weldra zal vergaan en dat het onheil al begonnen is. De Asgil, een duister ondergronds volk, zou al op weg zijn om Corona te omsingelen. Bobby is op weg naar het kasteel om het artefect "Whispering Stone" (Fluisterende Steen) af te leveren dewelke het onheil kan tegenhouden. Sadwick vertelt Bobby over zijn dromen. Bobby zegt daarop dat Sadwick best het orakel Shana kan opzoeken: zij kan dromen verklaren. Omdat Bobby denkt dat de Asgil hem op het spoor zijn, geeft hij de Fluisterende Steen aan Sadwick. Niet veel later is er een aanval van de Asgil en is Bobby verdwenen. Sadwick vindt Shana en verneemt dat zijn doel net het vernielen van de wereld is.
Shana verwijst Sadwick door naar de mysterieuze Kalida die op een nabijgelegen eiland woont. Kalida zou de clown tot bij Corona kunnen brengen. Op het eiland ontmoet Sadwick enkele personen die absoluut niet willen dat Kalida gewekt wordt. Nadat Sadwick een manier vindt om Kalida te ontwaken, blijkt dat het eiland in werkelijkheid Kalida is: een reuzengroot vliegend dier dat grotendeels onder water zit. Kalida vliegt met Sadwick tot aan Corona, wat ondertussen door de Asgil is ingenomen. Daar luistert Sadwick de Asgil-leider Loucaux af en verneemt hij hun plannen. Echter wordt Sadwick opgemerkt en opgesloten in de gevangenis. Sadwick kan ontsnappen en neemt de vliegende trein naar het vliegende kasteel. In het kasteel ontmoet hij Bobby opnieuw. Een koninklijke astronoom verklaart dat Sadwick te laat is aangekomen en de koning zichzelf heeft opgesloten in zijn vertrekken. Enkel de koning kan de deur terug openen, maar dat kan alleen maar wanneer het levenswater stroomt. Daarvoor is de fluisterende steen nodig, dewelke eerder in het spel werd opgeslokt door Spot, het gezelschapsdier van Sadwick. Ten slotte is er nog een bijkomende procedure nodig die enkel de koning weet en die enkel aan de kant waar ze zich nu bevinden kan worden uitgevoerd. Volgens de astronoom zit de koning dus voorgoed opgesloten en is hij ook nog eens ziek. Hij kan genezen door het Levenswater te drinken. In het kasteel vindt Sadwick een model hoe hun universum is gekoppeld met de ruimtetijd. Er is echter een storing in het mechanisme waardoor de Fontein van het Levenswater is stilgevallen en dat daardoor de wereld zal vergaan omwille van botsingen met de andere planeten.
Sadwick voert de procedure uit waardoor de deur naar de vertrekken van de koning wordt geopend en de "Fontein van het Levenswater" terug werkt. Dan blijkt dat het net deze actie is die ervoor zal zorgen dat de planeten zullen botsen. Daarop saboteert Sadwick het model van hun universum, maar daardoor valt de tijd volledig stil en blijft men in "het huidige" leven en is er geen verandering meer mogelijk. Een ander gevolg is dat de Asgil nu het kasteel kunnen overnemen, wat ook gebeurt. Ten slotte komt er uit de "Fontein van het Levenswater" enkel een soort modderstroom die de wereld letterlijk uit elkaar doet vallen. Echter herstelt Sadwick het model opnieuw waardoor de tijd zich herstelt, maar het gevaar van de botsende planeten terug opduikt. Sadwick vlucht naar het vertrek van de koning om hem het levenswater te geven. Tot zijn verbazing is de koning nergens te bespeuren. Wel poetst hij het vertrek waaronder een spiegel. Plots trekt een hand hem in de spiegel. Sadwick komt in "de wereld tussen de twee spiegels" waar een andere jongen van 12 jaar staat. Deze jongen zegt dat zij beiden in de werkelijke realiteit verbonden zijn. Nu blijkt dat Sadwick niet meer is dan een "droom" van die jongen. Deze jongen ligt in een ziekenhuisbed in coma. Sadwick slaat de tweede spiegel aan diggelen waardoor de jongen in het ziekenhuisbed uit zijn coma ontwaakt.

## Spelbesturing

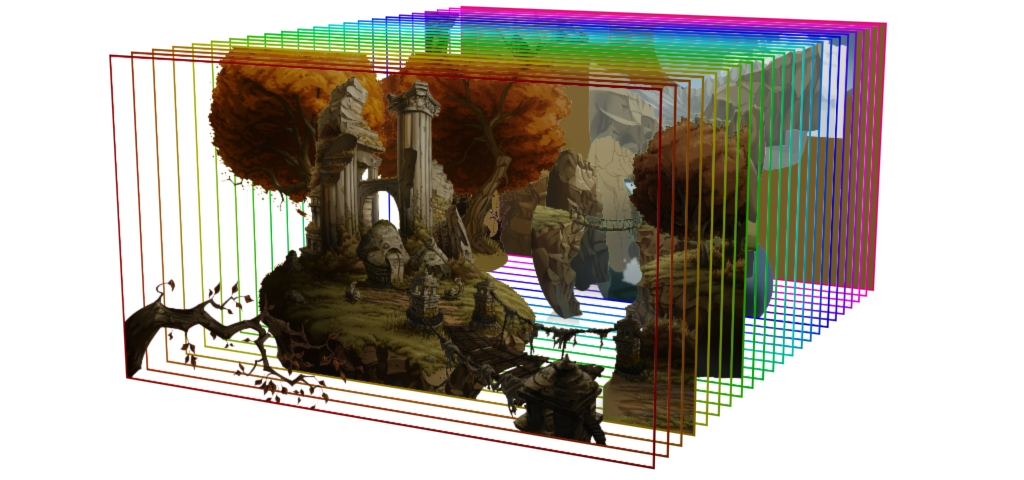
Parallax layer arrangement

Het spel werd gemaakt met de Visionaire Studio-engine. Er wordt gebruikgemaakt van een 2D parallax scrollend beeld. Het spel wordt bijna volledig met de muis bestuurd. Wanneer de cursor op een object wordt gezet, dient de speler de linkermuisknop in te drukken. Er komt dan een resem van acties die men kan uitvoeren: kijk, praat, gebruik, ...  Wanneer de spatiebar wordt ingedrukt, komt er een visuele aanduiding van de verschillende objecten, personages en wegen die aanklikbaar zijn. De rechtermuisknop dient om de inventaris te tonen.

## Personages

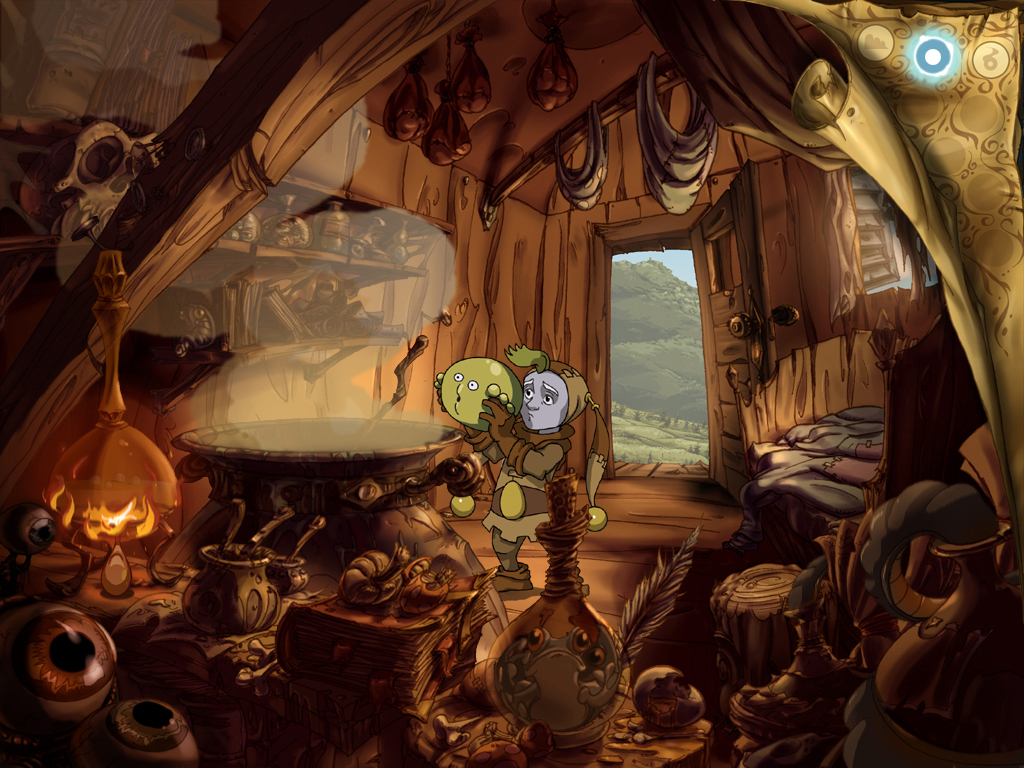
Sadwick met Spot in zijn handen

Sadwick
Sadwick is een twaalfjarige ietwat obese clown die met zijn circus rondtrekt. Hij voelt zich eenzaam en is daardoor meestal aan de droevige kant. Ook zijn beroep als clown zint hem niet. Zijn kledij is eerder dof: hij draagt een bruingrijze kovel met bijpassende narrenkap. Zijn enige vriend is Spot, een rups. Tegen de wil van zijn broer Ben en opa wil Sadwick de wereld verkennen en avonturen beleven. Hoewel hij de diverse problemen in de wereld wil oplossen, voelt hij zich steeds onvoorbereid, klein en onzelfzeker. Ook bij het oplossen van kleine problemen heeft Sadwick faalangst. Sadwick heeft regelmatig een nachtmerrie waaruit blijkt dat hun leefwereld weldra zal vergaan.
Spot
De groene rups Spot is de beste vriend van Sadwick. Hij blijft Sadwick steeds trouw en volgt hem overal. Hij helpt Sadwick bij het oplossen van sommige problemen. Spot krijgt tijdens het spel enkele magische krachten: zo kan hij zich bol maken, vuur spuwen, in vijf verdelen en flinterdun maken. Op het einde van het spel valt Spot in de "Fontein van het Levenswater". Tegen alle verwachtingen in, lijkt hij daardoor te sterven. Echter blijkt hij in een cocon veranderd te zijn en in een van de laatste scènes keert hij terug als een mooie vlinder en neemt afscheid van Sadwick.
Ben
Ben is de oude, pestende broer van Sadwick. Hij is van uitzicht het tegenovergestelde van Sadwick: groot, smal en kleurig gekleed. Het is duidelijk dat hij in de familie de lakens uitdeelt, hoewel hij niet al te slim is. Hij ergert zich regelmatig aan Sadwick. Deze kwakzalver is er trots op dat hij mensen misleidt en bedriegt omdat de familie daardoor meer geld verdient.
Opa
Opa is seniel en lijdt aan de ziekte van Alzheimer. Hij haalt meermaals herinneringen op, maar na enkele woorden of zinnen weet hij al niet meer waarover hij sprak of hoe het verhaal verderging. Hij is de kok van de familie, maar zijn gerechten zijn meermaals oneetbaar of bevatten giftige stoffen. Ook verwart hij Sadwick meermaals met Ben. Opa heeft een enorm grote onderbroek die door een rukwind gaat vliegen. Deze onderbroek komt, gedragen door de wind, regelmatig in het spel terug.
Bobby
Bobby is een Chaski: een vertegenwoordiger van de koning. Hij is arrogant en hooghartig. Sadwick ontmoet Bobby niet ver van zijn circus. Bobby is op weg om de Fluisterende Steen naar de koning in Corona te brengen. Omdat hij vreest dat de Asgil hem op het spoor zijn, vraagt hij Sadwick of hij de steen even wil bijhouden. Omdat Bobby niet veel later verdwijnt, neemt Sadwick deze taak over.
Shana
Shana is een orakel waar Bobby tevergeefs op zoek naar is. Zij kent namelijk de snelste weg naar Corona. Wanneer Sadwick dit via Bobby verneemt, wil hij haar ontmoeten omdat zij blijkbaar dromen kan verklaren. Wanneer Bobby plots spoorloos is, beslist Sadwick om op eigen houtje Shana op te zoeken. Shana zegt dat de kortste weg naar Corona via Kalida verloopt, maar ook dat het Sadwick zijn taak is om de wereld te vernietigen.
Ruben
Ruben is een inwoner van het eiland waar Kalida zich zou bevinden. Hij heeft zichzelf benoemd tot de leider van het eiland. Hij heeft op het eiland een parelfabriek, maar deze werd stilgelegd omdat hij vreest dat Kalida zal ontwaken. Hij is in het bezit van honderdduizend parels.
Bando
Bando werkt voor Ruben, maar sinds de stillegging van de fabriek heeft hij geen werk meer. Hij wil niets liever dan dat de fabriek terug wordt geopend, maar vreest ook dat Kalida daardoor mogelijk zal ontwaken.
Mulachei
Deze monnik woont op het eiland waar Kalida zich zou bevinden. Hij zorgt ervoor dat de talloze kaarsen op het eiland blijven branden om zo de Yaki's - een irritante vogelsoort - af te schrikken. De Yaki's leven namelijk enkel in de duisternis.
Kalida
Wie of wat Kalida is, blijft lange tijd ongeweten. Via Shana geraakt Sadwick wel op het eiland waar Kalida zich zou bevinden. Volgens de inwoners is Kalida in een diepe slaap. Kalida kan enkel worden gewekt door het uitvoeren van een bepaald ritueel. Omdat de inwoners niet willen dat Kalida ontwaakt, doen ze er alles aan zodat het ritueel niet kan worden uitgevoerd. Uiteindelijk slaagt Sadwick er toch in om Kalida te ontwaken. Dan blijkt dat het eiland Kalida is: een enorm groot vliegend dier. Kalida brengt Sadwick naar Corona.
Maurice
Maurice is de stationschef van de vliegende trein naar Corona. Omdat hij niets te doen heeft, heeft hij in het wachthuisje een museum gebouwd. Niemand is geïnteresseerd in het museum waardoor hij zo goed als bankroet is.
Ralv en Yngo
Ralv en Yngo zijn twee sprekende keien. Hoewel ze zich niet kunnen verplaatsen, dromen ze ervan om de wereld over te nemen. Vandaar dat zij hun omgeving nauwlettend in het oog houden.
Loucaux
Hij is een Asgil, een boosaardig wezen. Als leider van het Asgil-volk wil hij het vliegende kasteel bestormen om de macht over te nemen. Zij hebben Corona reeds belegerd.
Gourney
Gourney is een wezen van een niet nader genoemd ras. Hij is de lijfwacht van Loucaux. Hij lispelt en is niet al te snugger.